# Cuiabá
Cuiabá, gesprochen kujaˈba, amtlich portugiesisch Município de Cuiabá, ist die Hauptstadt des brasilianischen Bundesstaates Mato Grosso. Sie hatte eine zum 1. Juli 2020 geschätzte Bevölkerung von 618.124 Menschen. Sie ist Zentrum der Metropolregion Vale do Rio Cuiabá, in der über 1.032.000 Menschen leben.

## Geschichte
Im 18. Jahrhundert wurde die Region um Cuiabá von Bandeirantes erforscht, die auf der Suche nach Gold und Sklaven den Rio Tietê heraufkamen. Die Stadt selbst wurde 1719 gegründet, wobei der Name auf das indianische Wort „Ikuiapá“ zurückgeht und so viel wie „Ort der Harpune“ bedeutet. Der Ort der heutigen Rosenkranz-Kirche im Zentrum der Stadt war damals die Fundstelle einer reichen Goldader. Durch die Goldfunde kam eine große Anzahl von Migranten in die Stadt. 1746 wurde die Stadt durch ein Erdbeben weitgehend zerstört.
Nachdem die Ausbeutung der Goldvorkommen nicht mehr gewinnbringend war, war die Landwirtschaft der einzige Wirtschaftszweig von Cuiabá und Umgebung. Die Entwicklung der Stadt stagnierte somit einige Jahrzehnte.
Im Jahr 1818 wurde Cuiabá zur Stadt und 1835 zur Hauptstadt der Provinz Mato Grosso erklärt. In den 1850er-Jahren bekam sie eine strategische Bedeutung während des Tripel-Allianz-Krieges, doch dann stagnierte die Entwicklung wieder bis in die 1930er-Jahre, als im Rahmen des „Marsches in den Westen“ die Entwicklung des Hinterlandes Brasiliens gezielt gefördert wurde. Besonders seit den 1960er-Jahren konnte sich die Stadt als „Tor nach Amazonien“ etablieren, ein Prozess, der bis heute andauert.
Aktuelle Projekte, die die Bedeutung Cuiabás noch steigern werden, sind der Paraguay-Kanal, die Eisenbahnverbindung nach Porto dos Santos und der Bau der Bundesstraße Richtung Norden; sie soll bei ihrer Vollendung bis Santarém gehen.

## Geographie
Cuiabá rühmt sich dafür, im geographischen Zentrum Südamerikas zu liegen. Gleichzeitig ist sie eines der Tore ins Pantanal. Groß-Cuiabá umfasst auch die Gemeinde Várzea Grande, die mit der Stadt praktisch zusammengewachsen ist. Der Rio Cuiabá teilt die Stadt in zwei Teile. Das Territorium ist flach bis hügelig, bei einer Höhe von 150 bis 250 Metern über dem Meeresspiegel.

## Klima
Cuiabá hat ein heißes und während der Regenzeit (von Oktober/November bis März/April) auch ein feuchtes Klima. In den heißesten Monaten (August bis Oktober) steigen die monatlichen Höchstwerte auf knapp 35 °C an, in den vergleichsweise kühleren Monaten Juni und Juli sinken die monatlichen Tiefstwerte auf knapp unter 20 °C.
|                       | Jan   | Feb | Mär   | Apr   | Mai  | Jun  | Jul | Aug  | Sep | Okt  | Nov   | Dez   |   |         |
| Mittl. Tagesmax. (°C) | 32    | 32  | 32    | 32    | 31   | 30   | 28  | 34   | 34  | 34   | 31    | 32    | ⌀ | 31,8    |
| Mittl. Tagesmin. (°C) | 22    | 21  | 20    | 18    | 17   | 16   | 15  | 17   | 22  | 16,5 | 22    | 22    | ⌀ | 19      |
|                       |       |     |       |       |      |      |     |      |     |      |       |       |   |         |
| Niederschlag (mm)     | 209,9 | 199 | 171,4 | 123,1 | 53,9 | 15,9 | 9,6 | 11,4 | 58  | 115  | 154,4 | 193,5 | Σ | 1.315,1 |
|                       |       |     |       |       |      |      |     |      |     |      |       |       |   |         |
| Regentage (d)         | 19    | 19  | 17    | 12    | 6    | 3    | 2   | 4    | 6   | 10   | 15    | 18    | Σ | 131     |

| 22 |

| 21 |

| 20 |

| 18 |

| 17 |

| 16 |

| 15 |

| 17 |

| 22 |

| 16,5 |

| 22 |

| 22 |

| 22 |

| 21 |

| 20 |

| 18 |

| 17 |

| 16 |

| 15 |

| 17 |

| 22 |

| 16,5 |

| 22 |

| 22 |

| N i e d e r s c h l a g | 209,9 | 199 | 171,4 | 123,1 | 53,9 | 15,9 | 9,6 | 11,4 | 58  | 115 | 154,4 | 193,5 |
|                         | Jan   | Feb | Mär   | Apr   | Mai  | Jun  | Jul | Aug  | Sep | Okt | Nov   | Dez   |

## Infrastruktur

### Verkehr
Bundesstraßen verbinden die Stadt mit Campo Grande im Süden und über die BR-070 mit Goiânia im Osten sowie Cáceres im Westen. Eine weitere Bundesstraße führt in Richtung Norden, um kleinere Gemeinden im Norden des Bundesstaats ans Straßennetz anzubinden und um eine Verbindung zum Bundesstaat Pará zu erstellen.
Cuiabá liegt an der Transoceánica.
Cuiabá hat einen in Várzea Grande gelegenen Flughafen, den Aeroporto Internacional Marechal Rondon, der fast ausschließlich von Inlandsflügen bedient wird, aber auch eine Drehscheibe für den Lokalverkehr im Mittleren Westen Brasiliens ist.
Wirtschaftliche Bedeutung hat der Schiffsverkehr auf den Flüssen der Region, insbesondere dem Río Paraná und dem Río Paraguay.
Cuiabá besaß ab dem 30. April 1891 eine von Maultieren gezogene Straßenbahn. Sie wurde ein Jahr von der Companhia Progresso Cuiabano des Unternehmers Manoel da Silva Monteiro, dann von der Empreza Cuiabana Ferro Carril e Matadouro betrieben. Die Streckenlänge betrug im Jahre 1911 6,5 km, vierzig Maultiere zogen acht Passagier- und vier Frachtfahrzeuge. Der schlechte Service erregte 1896 sogar einen Skandal, als der Polizeichef Posten vor dem Depot platzierte, um die Fahrzeuge am Fahren zu hindern. Er und der Gouverneur des Staates mussten nach diesem Vorfall zurücktreten. Pläne, das System zu elektrifizieren, wurden nicht umgesetzt, 1935 wurde die Straßenbahn stillgelegt. Seitdem gab es in Cuiabá nie wieder Schienenverkehr.
Anlässlich der Fußball-Weltmeisterschaft 2014 wurde mit dem Bau einer Straßenbahn begonnen. Nach Unregelmäßigkeiten wurde der Bau jedoch 2015 gerichtlich gestoppt, ein Weiterbau ist offen.

### Bildung
Cuiabá ist Sitz mehrerer Hochschuleinrichtungen. Die bekannteste ist die 1970 gegründete bundesstaatliche Universidade Federal de Mato Grosso (UFMT).

## Wirtschaft
Cuiabá lebt vor allem von seiner Bedeutung als Handelszentrum für die riesigen Rinderzuchtgebiete des Staates Mato Grosso. Daneben gibt es ein Industriegebiet, in dem insbesondere Betriebe der Leichtindustrie arbeiten.

## Religion

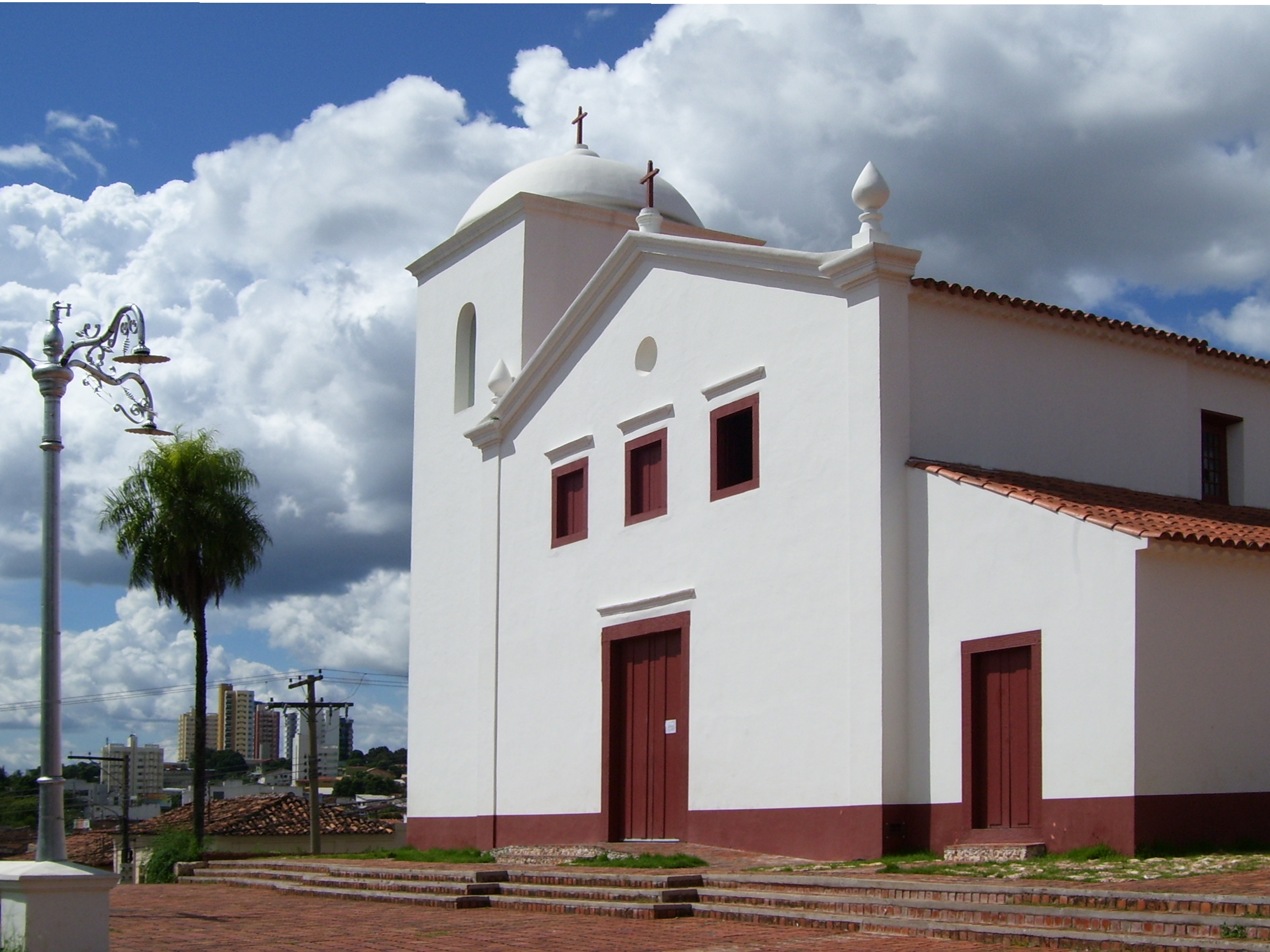
Igreja de Nossa Senhora do Rosário
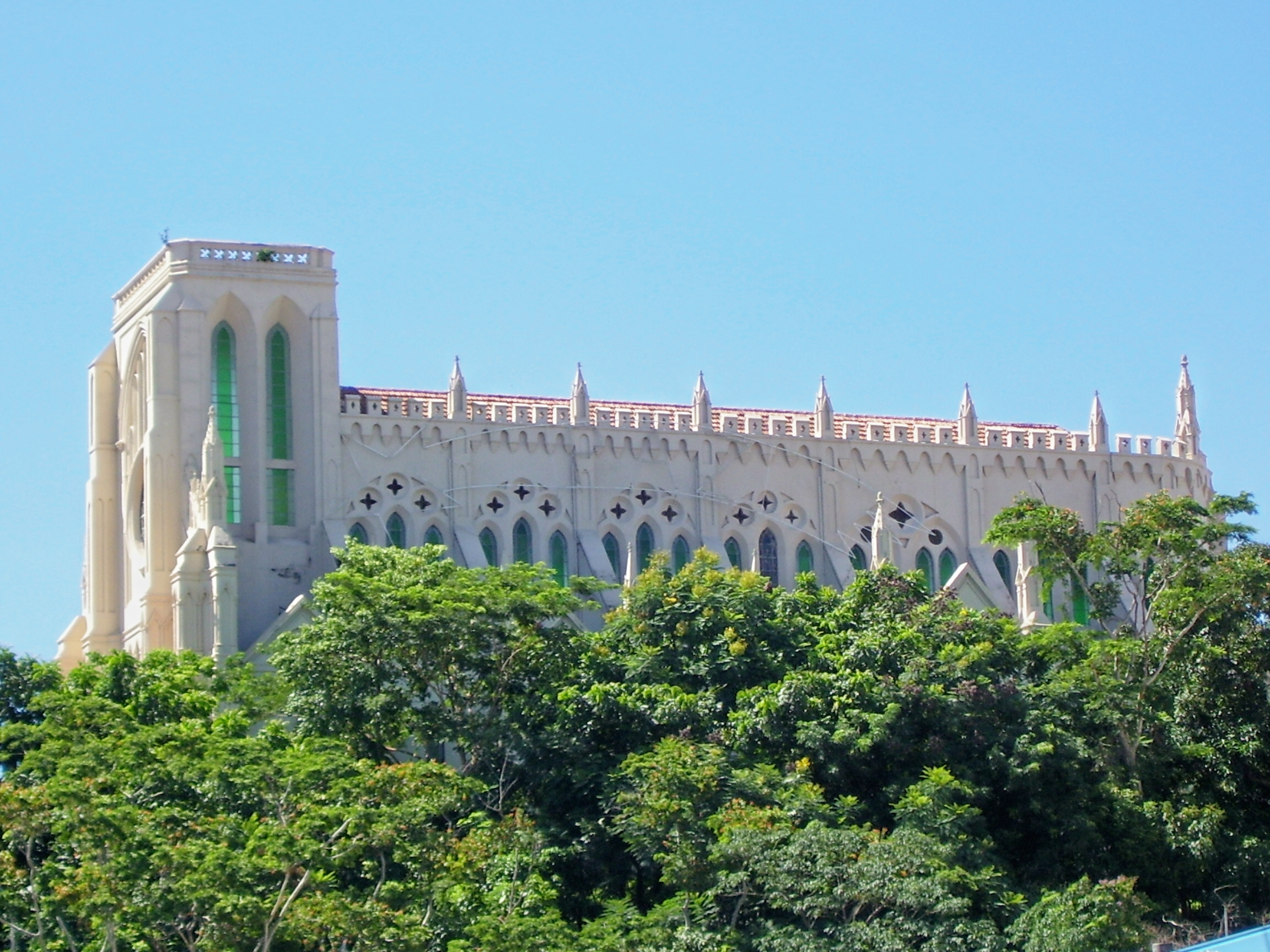
Igreja Nossa Senhora do Bom Despacho
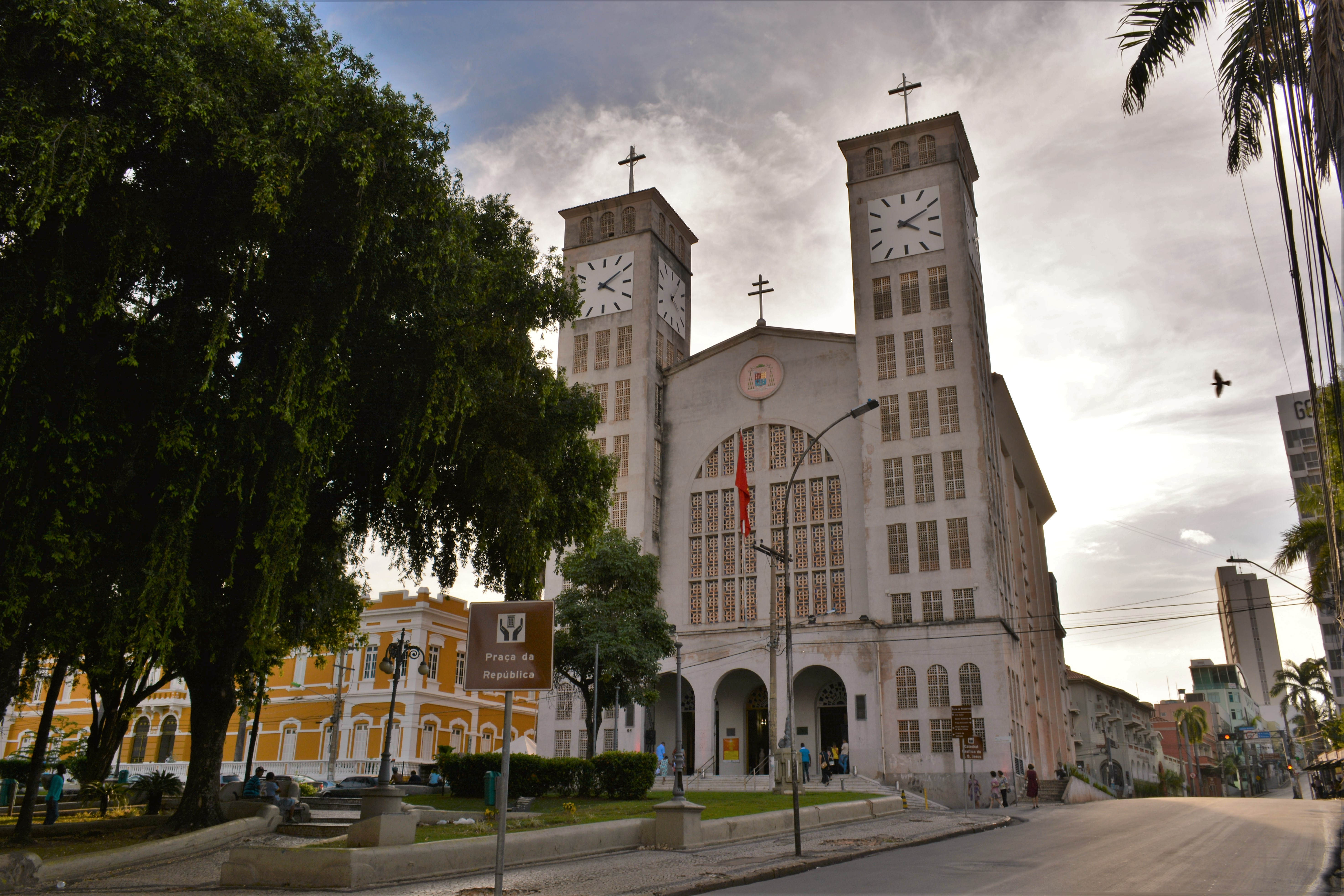
Kathedrale von Cuiabá
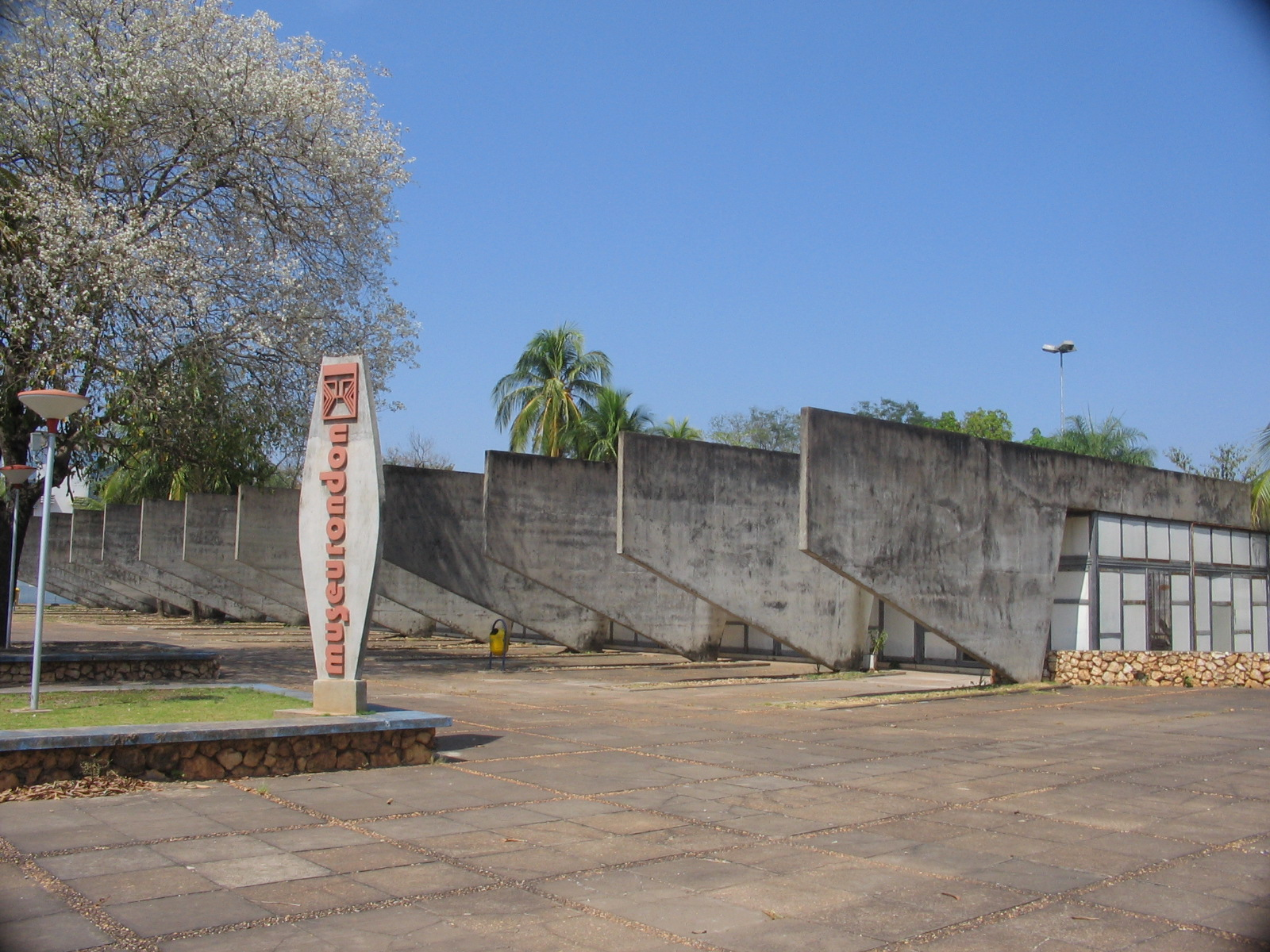
Museu Rondon

## Sehenswürdigkeiten
Die Stadt selbst hat einige Kirchen, die aus der Gründungszeit stammen und Kulturdenkmalstatus haben, wie die 1722 zunächst als Kapelle, dann als Kirche im Barockstil mit einem goldenen Altar errichtete Igreja de Nossa Senhora do Rosário (übersetzt Rosenkreuz-Kirche). Die Igreja Nossa Senhora do Bom Despacho wurde im Stil von Notre Dame in Paris gebaut. Neben dieser Kirche gibt es auch ein Museum der sakralen Kunst. Die Kathedrale von Cuiabá wurde 1973 fertiggestellt.
Das Pedras-Ramis-Bucair-Museum stellt ungefähr 4000 Stücke aus, darunter die Reste eines 120 Millionen Jahre alten Tyrannosaurus und Steinäxte aus der Jungsteinzeit.
Das Rondon-Museum (portugiesisch Museu Rondon) ist eine völkerkundliche und archäologische Einrichtung auf dem Gelände der Bundesuniversität und nach dem brasilianischen Nationalhelden und Entdecker Cândido Rondon benannt.
In der Umgebung von Cuiabá ist der Nationalpark Chapada dos Guimarães sehenswert, ein kleines Sandsteingebirge, in das Flüsse und Bäche Täler eingeschnitten haben.
Águas Quentes hat heiße Thermalquellen zu bieten.
Cuiabá ist auch ein guter Ausgangspunkt für Ausflüge ins Pantanal.

## Volksfeste
Während des Karnevals wird in Cuiabá der Brauch des „Boi-à-Serra“ gepflegt. Dabei ziehen sich die Akteure spezielle unförmige Kostüme an, die meistens Ochsen (aber auch andere Tiere) darstellen; diese Kostüme sehen denen des Bumba-meu-boi des Nordostens nicht unähnlich. Die verkleideten Akteure greifen dann während des Karnevalsumzuges spielerisch die Zuschauer an. Das Ganze wird begleitet von der Musik des Cururu.

## Städtepartnerschaften
| - Arica, Chile - Turin, Italien - Hamamatsu, Japan - Iquique, Chile | - Lishui, Volksrepublik China - Pedro Juan Caballero, Paraguay - Zlín, Tschechien - Denver, Vereinigte Staaten |

## Söhne und Töchter der Stadt
- Francisco de Aquino Correia (1885–1956), Erzbischof von Cuiabá
- José de Mesquita (1892–1961), Dichter
- João Carlos Muniz (1893–1960), Diplomat
- Filinto Müller (1900–1973), Politiker
- Hugo Alcântara (* 1979), Fußballspieler
- Jorge Luiz de Amorim Silva (* 1979), Fußballspieler
- Éder Bonfim (* 1981), Fußballspieler
- Paulo Antonio de Oliveira (* 1982), Fußballspieler
- Geilson de Carvalho Soares (* 1984), Fußballspieler
- Marcos Aurélio de Oliveira Lima (* 1984), Fußballspieler
- Bruna Beatriz Benites Soares (* 1985), Fußballspielerin
- David Moura (* 1987), Judoka
- Gabriella Di Grecco (* 1989), Schauspielerin und Sängerin
- Victor da Silva (* 1995), Fußballspieler
- Lucas Falcão (* 1999), brasilianisch-italienischer Fußballspieler
- Brenner (* 2000), Fußballspieler
- Lissandra Campos (* 2002), Weitspringer